# Иван Златков (революционер)
Иван Игнатиев Златков е български революционер, деец на Вътрешната македоно-одринска революционна организация.

## Биография
Иван Златков е роден в село Мушково, Кратовско, тогава в Османската империя. Син е на кратовския аза Игнат Бояджия, който според Ефрем Каранов е „най-силният поддържател на българщината в Кратовско“. Брат му Яким Игнатиев също е революционен деец, а сестра му Ана е женена за Ефрем Каранов. Завършва в 1888 година с третия випуск Солунската българска мъжка гимназия. Присъединява се към ВМОРО. В 1893 година завършва химия в Софийския университет. При избухването на Балканската война в 1912 година е доброволец в Македоно-одринското опълчение и служи в Нестроевата рота на 9-а велешка дружина.
Загива преди 1918 г.